# Karel Maxmilián z Ditrichštejna
Karel Maxmilián z Ditrichštejna (28. dubna 1702 Brno – 24. října 1784 Mikulov) byl šlechtic z českomoravské větve rodu Ditrichštejnů. Stal se významnou osobností zejména pro Mikulovsko, kde podporoval vznik i opravy kulturních a náboženských staveb. Byl také majitelem panství v Přibyslavi a roku 1750 rozhodl o výstavbě nového místního kostela Narození svatého Jana Křtitele. Byl nositelem Řádu Zlatého rouna.

## Životopis

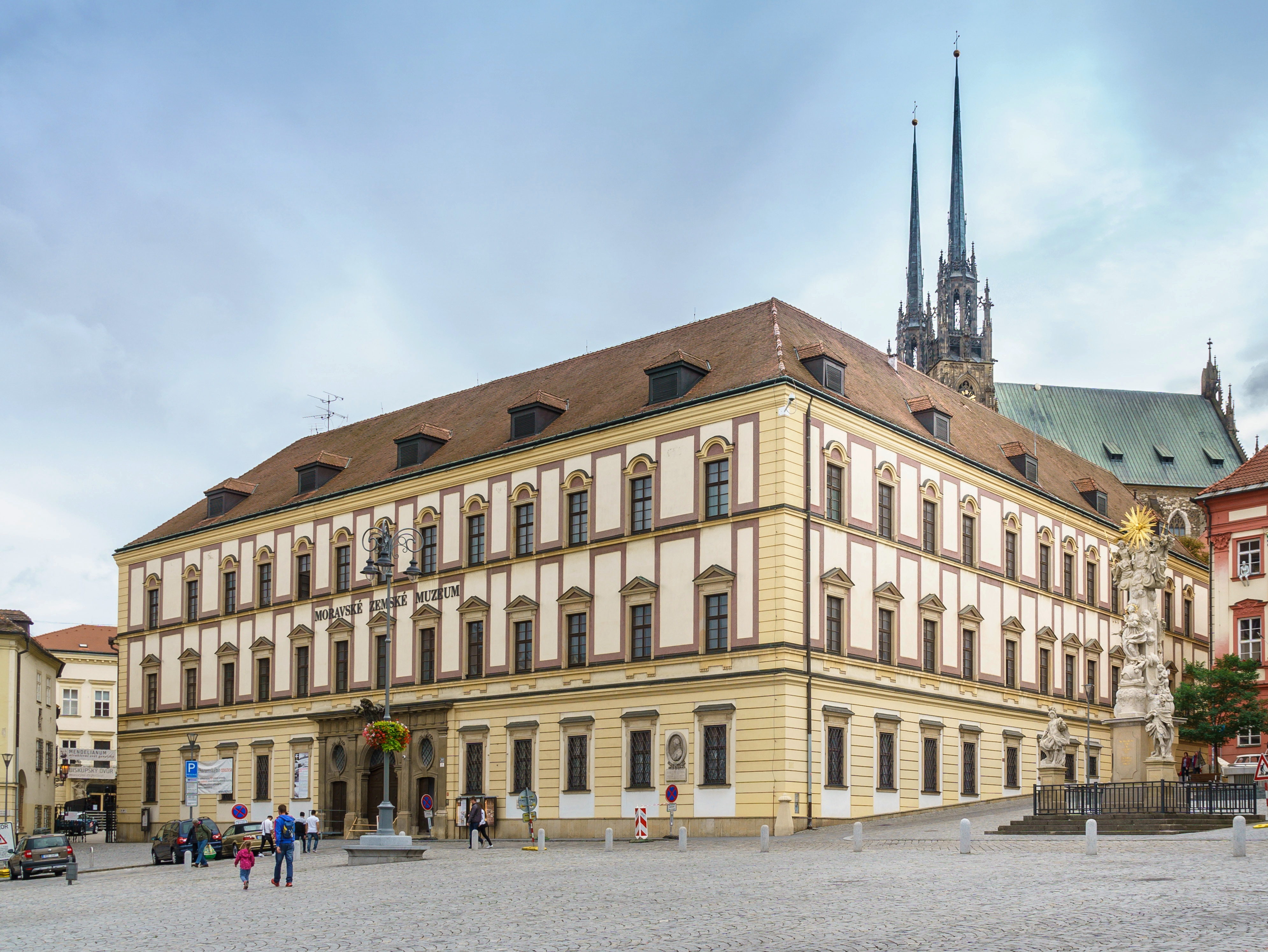
Ditrichštejnský palác v Brně

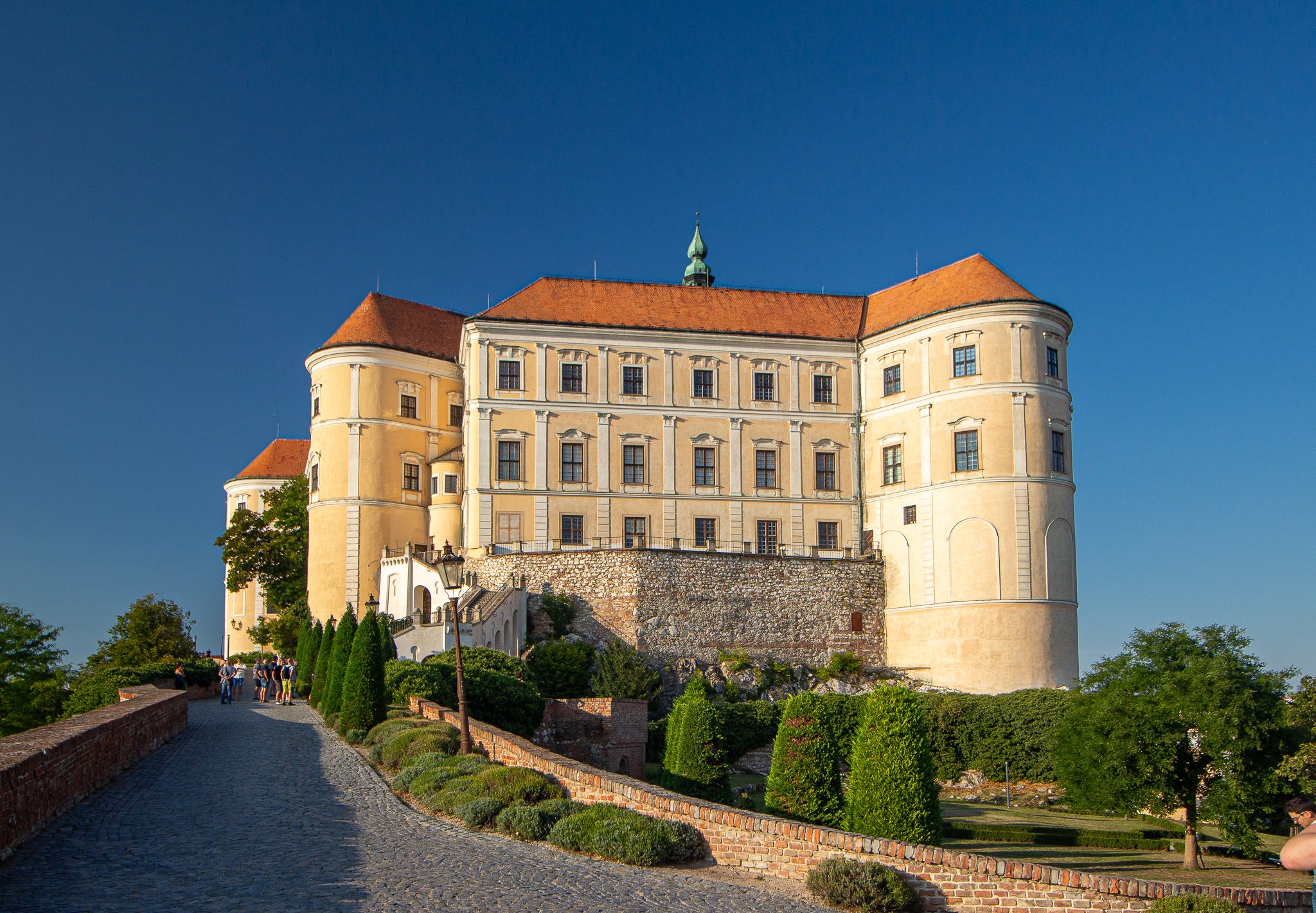
Zámek Mikulov

Narodil se jako osmé z deseti dětí Waltera Xavera z Ditrichštejna (18. září 1664 Brno – 3. listopadu 1738 Mikulov) a jeho druhé manželky Karolíny Maxmiliány, rozené Pruskovské (1674–1734). Dětství strávil v Brně. Ačkoli měl dva starší bratry, nakonec se stal dědicem majetku po svém otci.
Studoval práva – stejně jako jeho mladší bratr Jan Leopold – v Salcburku, v Leidenu a Lovani, poté pobývali u dvora v Bruselu a také v Paříži. Roku 1723 odjeli do Itálie. Následujícího roku se vrátili domů a Karel byl poté jmenován komořím u císařského dvora.
Roku 1725 se oženil, jeho manželkou se stala Marie Anna Josefa, dcera místodržitele Dolních Rakous hraběte Zikmunda Bedřicha z Khevenhülleru. Žili u dvora ve Vídni, roku 1745 byl Karel Maxmilián jmenován dvorským maršálkem a o dva roky později nejvyšším hofmistrem[zdroj?]. V roce 1749 obdržel Řád zlatého rouna. Byl považován za jednoho z nejvzdělanějších mužů monarchie.
V roce 1754 se Karel Maxmilián vzdal všech dvorských funkcí a přestěhoval se do Mikulova. Důvodem zřejmě byla snaha věnovat se správě rodových statků, které utrpěly ve 40. letech 18. století válkou s Prusy.
Karel Maxmilián dal vybudovat zámek v Kupařovicích, kde rovněž založil chovnou stanici pro koně. Nechal také opravit Ditrichštejnský palác v Brně, angažoval se při dostavbě kapucínského kláštera a piaristického kostela sv. Jana Křtitele v Mikulově. Roku 1754 byla na jeho podnět dostavěna silnice z Brna přes Mikulov do Vídně. Jeho koníčkem byla dále botanika – zasloužil se o kultivaci řady zahrad na svých panstvích, zejména v Židlochovicích. Při stavebních pracích zaměstnával architekta Františka Antonína Grimma, který je považován za jednoho z představitelů klasicizujícího baroka na Moravě.
Roku 1769 zdědil Karel Maxmilián po posledním hraběti Pruskovském jméno, erb a statky Pruskov a Chřelice ve Slezsku.
Dne 14. září 1784 zachvátil Mikulov požár. Shořelo více než 250 domů i část náměstí s klášterem a loretánským kostelem. Zprávy o ničivosti požáru starého knížete hluboce zasáhly; o měsíc později ve věku 82 let zemřel.

## Rodina
Karel Maxmilián a jeho žena měli 11 dětí. Otce však přežily pouze tři – nejstarší syn Karel Jan, mladší syn František a dcera Marie Josefa, provdaná za Arnošta Harracha.
- Karel Jan Baptista (27. června 1728 – 25. května 1808), 7. kníže z Ditrichštejna, I. manž. 1764 Marie Kristina z Thun-Hohensteinu (28. dubna 1738, Praha – 4. března 1788, Vídeň), II. manž. 1802 Marie Anna von Baldtauff (6. února 1757 – 25. února 1815), morganatické manželství
- Bedřich (Fridrich) Antonín (1729–?)
- František Xaver Josef (1730–?)
- František Tomáš (*/† 1731)
- František de Paula Tomáš (13. prosince 1731, Vídeň – 29. listopadu 1813, tamtéž), říšský hrabě z Ditrichštejna-Mikulova a hrabě z Pruskova na Moravě, manž. 1770 Marie Karolína z Reischachu (8. října 1740 Nancy – 11. října 1782 Vídeň)
- Marie Terezie (1733–1740)
- Marie Josefa Anna (2. listopadu 1736 – 21. prosince 1799), manž. 1754 Arnošt Quido z Harrachu (8. září 1723, Vídeň – 23. března 1783, tamtéž)
- František Xaver (1739–1744)
- Jan Václav (1741–1744)
- Zikmund Matyáš (1742–1744)
- Antonín de Padua (1744–1759)

## Předkové
|                                 |                                           |  |                                   |                                                 |  |  |  |  |  |  |  | Zikmund II. z Ditrichštejna |
|                                 |                                           |  |                                   |                                                 |  |  |  |  |  |  |  |                             |
|                                 | Maxmilián z Ditrichštejna                 |  |                                   |                                                 |  |  |  |  |  |  |  |                             |
|                                 |                                           |  |                                   |                                                 |  |  |  |  |  |  |  |                             |
|                                 |                                           |  |                                   | Johana Scaligerová                              |  |  |  |  |  |  |  |                             |
|                                 |                                           |  |                                   |                                                 |  |  |  |  |  |  |  |                             |
|                                 | Ferdinand Josef z Ditrichštejna           |  |                                   |                                                 |  |  |  |  |  |  |  |                             |
|                                 |                                           |  |                                   |                                                 |  |  |  |  |  |  |  |                             |
|                                 |                                           |  |                                   | Karel I. z Lichtenštejna                        |  |  |  |  |  |  |  |                             |
|                                 |                                           |  |                                   |                                                 |  |  |  |  |  |  |  |                             |
|                                 | Anna Marie Františka z Lichtenštejna      |  |                                   |                                                 |  |  |  |  |  |  |  |                             |
|                                 |                                           |  |                                   |                                                 |  |  |  |  |  |  |  |                             |
|                                 |                                           |  |                                   | Anna Marie Šemberová z Boskovic a Černé Hory    |  |  |  |  |  |  |  |                             |
|                                 |                                           |  |                                   |                                                 |  |  |  |  |  |  |  |                             |
|                                 | Valtr František Xaver z Ditrichštejna     |  |                                   |                                                 |  |  |  |  |  |  |  |                             |
|                                 |                                           |  |                                   |                                                 |  |  |  |  |  |  |  |                             |
|                                 |                                           |  |                                   | Jan Oldřich z Eggenbergu                        |  |  |  |  |  |  |  |                             |
|                                 |                                           |  |                                   |                                                 |  |  |  |  |  |  |  |                             |
|                                 | Jan Antonín I. z Eggenbergu               |  |                                   |                                                 |  |  |  |  |  |  |  |                             |
|                                 |                                           |  |                                   |                                                 |  |  |  |  |  |  |  |                             |
|                                 |                                           |  |                                   | Marie Zdeňka z Thannhausenu                     |  |  |  |  |  |  |  |                             |
|                                 |                                           |  |                                   |                                                 |  |  |  |  |  |  |  |                             |
|                                 | Marie Alžběta z Eggenberka                |  |                                   |                                                 |  |  |  |  |  |  |  |                             |
|                                 |                                           |  |                                   |                                                 |  |  |  |  |  |  |  |                             |
|                                 |                                           |  |                                   | Kristián Braniborsko-Bayreuthský                |  |  |  |  |  |  |  |                             |
|                                 |                                           |  |                                   |                                                 |  |  |  |  |  |  |  |                             |
|                                 | Anna Marie Braniborsko-Bayreuthská        |  |                                   |                                                 |  |  |  |  |  |  |  |                             |
|                                 |                                           |  |                                   |                                                 |  |  |  |  |  |  |  |                             |
|                                 |                                           |  |                                   | Marie Pruská                                    |  |  |  |  |  |  |  |                             |
|                                 |                                           |  |                                   |                                                 |  |  |  |  |  |  |  |                             |
| Karel Maxmilián z Ditrichštejna |                                           |  |                                   |                                                 |  |  |  |  |  |  |  |                             |
|                                 |                                           |  |                                   |                                                 |  |  |  |  |  |  |  |                             |
|                                 |                                           |  | Jan Kryštof Pruskovský z Pruskova |                                                 |  |  |  |  |  |  |  |                             |
|                                 |                                           |  |                                   |                                                 |  |  |  |  |  |  |  |                             |
|                                 | Jiří Kryštof I. Pruskovský z Pruskova     |  |                                   |                                                 |  |  |  |  |  |  |  |                             |
|                                 |                                           |  |                                   |                                                 |  |  |  |  |  |  |  |                             |
|                                 |                                           |  |                                   | Kunhuta z Gutštejna                             |  |  |  |  |  |  |  |                             |
|                                 |                                           |  |                                   |                                                 |  |  |  |  |  |  |  |                             |
|                                 | Jiří Kryštof II. Pruskovský z Pruskova    |  |                                   |                                                 |  |  |  |  |  |  |  |                             |
|                                 |                                           |  |                                   |                                                 |  |  |  |  |  |  |  |                             |
|                                 |                                           |  |                                   | Mikuláš Kochtický z Kochtic                     |  |  |  |  |  |  |  |                             |
|                                 |                                           |  |                                   |                                                 |  |  |  |  |  |  |  |                             |
|                                 | Anna Marie Juliana Kochtická z Kochtic    |  |                                   |                                                 |  |  |  |  |  |  |  |                             |
|                                 |                                           |  |                                   |                                                 |  |  |  |  |  |  |  |                             |
|                                 |                                           |  |                                   | Marie Anna z Maltic                             |  |  |  |  |  |  |  |                             |
|                                 |                                           |  |                                   |                                                 |  |  |  |  |  |  |  |                             |
|                                 | Karolína Maxmiliána Pruskovská z Pruskova |  |                                   |                                                 |  |  |  |  |  |  |  |                             |
|                                 |                                           |  |                                   |                                                 |  |  |  |  |  |  |  |                             |
|                                 |                                           |  |                                   | Jošt Josef II. z Thurn-Valsassina-Como-Vercelli |  |  |  |  |  |  |  |                             |
|                                 |                                           |  |                                   |                                                 |  |  |  |  |  |  |  |                             |
|                                 | Jan Ambrož z Thurnu                       |  |                                   |                                                 |  |  |  |  |  |  |  |                             |
|                                 |                                           |  |                                   |                                                 |  |  |  |  |  |  |  |                             |
|                                 |                                           |  |                                   | Zuzana ze Stubenbergu                           |  |  |  |  |  |  |  |                             |
|                                 |                                           |  |                                   |                                                 |  |  |  |  |  |  |  |                             |
|                                 | Marie Rozálie z Thurnu                    |  |                                   |                                                 |  |  |  |  |  |  |  |                             |
|                                 |                                           |  |                                   |                                                 |  |  |  |  |  |  |  |                             |
|                                 |                                           |  |                                   | Jan Filip z Thurn-Valsassiny                    |  |  |  |  |  |  |  |                             |
|                                 |                                           |  |                                   |                                                 |  |  |  |  |  |  |  |                             |
|                                 | Beatrix Regina z Thurn-Valsassiny         |  |                                   |                                                 |  |  |  |  |  |  |  |                             |
|                                 |                                           |  |                                   |                                                 |  |  |  |  |  |  |  |                             |
|                                 |                                           |  |                                   | Eleonora Marie Gonzagová z Luzzary              |  |  |  |  |  |  |  |                             |
|                                 |                                           |  |                                   |                                                 |  |  |  |  |  |  |  |                             |